# Parc national de Karkaraly
Le parc national de Karkaraly est un parc national du Kazakhstan situé dans l'oblys de Karaganda. Il est fondé en 1998, sur une superficie de 1 121 km2. Le siège de l'administration du parc se trouve à Karkaraly (en) à 244 km de Karaganda.

## Historique
Le parc a été organisé par le décret N° 212 du 1er décembre 1998 du Gouvernement de la République du Kazakhstan.
Le décret N° 122 du 6 février 2009 « des questions spécifiques à la protection de la nature dans l'Oblis de Karaganda » a élargi la superficie du parc, la faisant passer de 90 323 ha à 112 120 ha.

## Géographie
La superficie totale du parc est de 112 120 ha, dont 44 340 ha de forêts. Le relief est accidenté, et le parc s'étend sur trois montagnes, dont celles de Karkaraly et celle de Kent.
Les activités économiques sont catégoriquement interdites sur une superficie de 22 243 ha, et sous strict contrôle sur une superficie de 89 877 ha.

## Climat

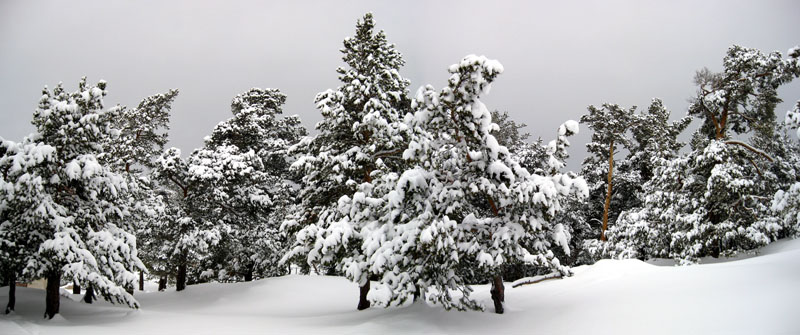
Couverture de neige en hiver dans le parc de Karkaraly.

Le climat du parc est plus doux qu'aux alentours. La température moyenne est de -2° C. En juillet, la température moyenne est de 18 à 20° C, et en janvier, de -12 à -15 °C.

## Faune et flore

### Faune

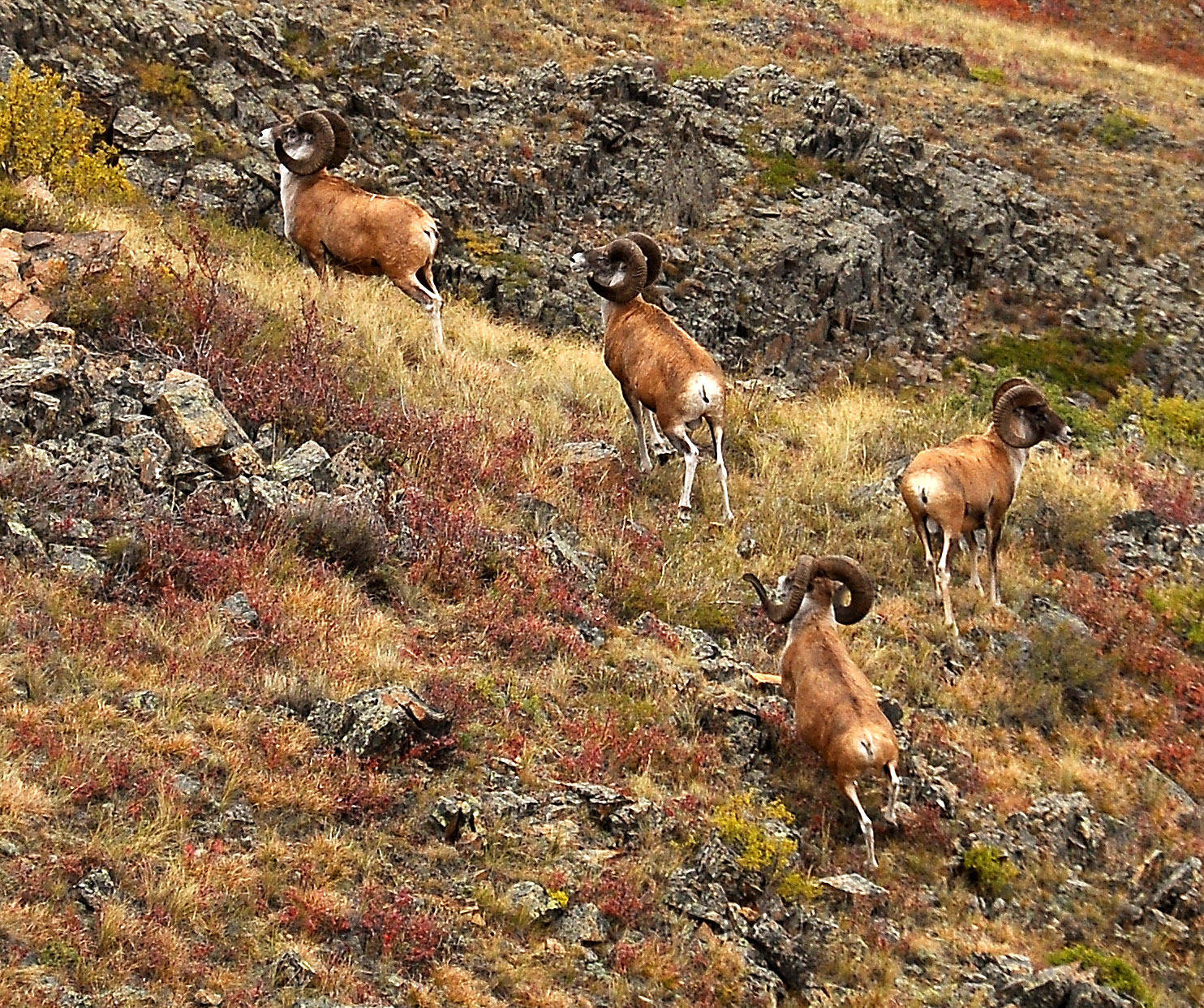
Argalis dans le parc de Karkaraly.

Le parc compte 122 espèces d'oiseaux, dont 11 sont inscrites dans le Livre rouge : l'aigle royal, l'aigle des steppes, l'aigle botté, le hibou grand-duc, la cigogne noire, le cygne chanteur, l'oie cygnoïde, le syrrhapte paradoxal, l'aigle impérial, le faucon sacre et le pélican frisé. Ces trois dernières espèces sont également inscrites sur la liste rouge de l'UICN ; l'UICN protège également le faucon crécerellette, présent sur le territoire du parc.
Les espèces de mammifères recensées sur le territoire du parc sont au nombre de 45, et incluent le loup gris, le renard roux, le renard corsac, le blaireau européen, le sanglier, le cerf élaphe, le chevreuil d'Asie, l'élan, l'argali, le lynx boréal, trois espèces de chauves-souris, le chat de Pallas et bien d'autres. Le chat de Pallas et l'argali sont protégés par le Livre rouge du Kazakhstan. Les argalis du parc sont les représentants d'une des 6 espèces d'argalis du Kazakhstan. L'ours a pu être rencontré par le passé sur le territoire du parc (en 1940).
Le parc recense 15 espèces de poissons, 2 d'amphibiens et 6 de reptiles, dont 4 espèces de serpents. Deux d'entre eux sont venimeux : la vipère d'Orsini et le gloydius halys.
Les invertébrés du parc ont été insuffisamment étudiés, et peu de données existent les concernant.

### Flore

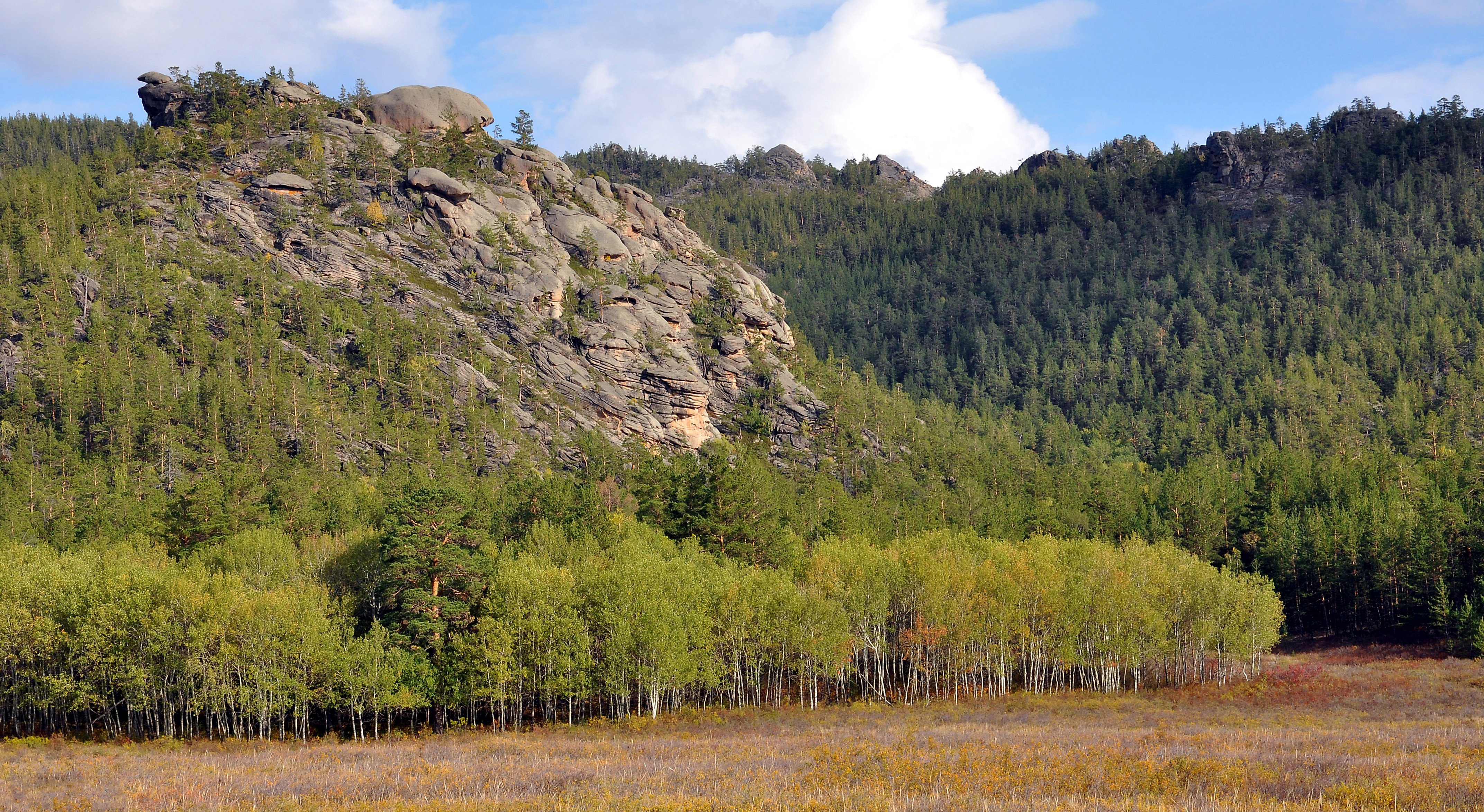
Forêt de conifères de la montagne de Kent, dans le parc de Karkaraly.

Les plantes présentes dans le parc avoisinent les 800 espèces, ce qui représente trois fois plus que dans la steppe aux alentours et 80 % de la diversité de la flore du Kazakhstan. Cinq plantes sont inscrites au Livre rouge :
- le bouleau kirghize (Betula kirghisorum (ru)) ;
- le sphagnum teres (commons) ;
- le papaver tenellum ;
- l'adonis vernalis ;
- le berberis karkaralensis (kk).

Les forêts du parc sont en majorité composées d'essences de pin (71,3 %), de bouleau (10 %), de peuplier, de saule et de genévrier.
87 plantes médicinales peuvent être trouvées dans les montagnes de Karkaraly.
La sécheresse et les vents ont été la cause d'incendies en 1997-1998, qui ont brûlé 2 525 ha de forêts. Après l'incendie, un travail de reboisement a été entrepris pour restaurer la forêt. Des mesures de prévention des incendies ont été prises. L'année suivante, 164 ha ont brûlé à la suite de 18 incendies différents, et en 2003, seulement 84 ha ont brûlé.

## Fonctionnement
Le parc emploie 113 salariés, dont des inspecteurs, des gardes forestiers, des spécialistes des espèces du parc et des pompiers. Le parc mène des activités de recherche scientifique et d'encadrement du tourisme en plus de la protection de la nature.

## Lieux d'intérêt
Le parc présente un grand nombre de lieux d'intérêt pour les visiteurs :

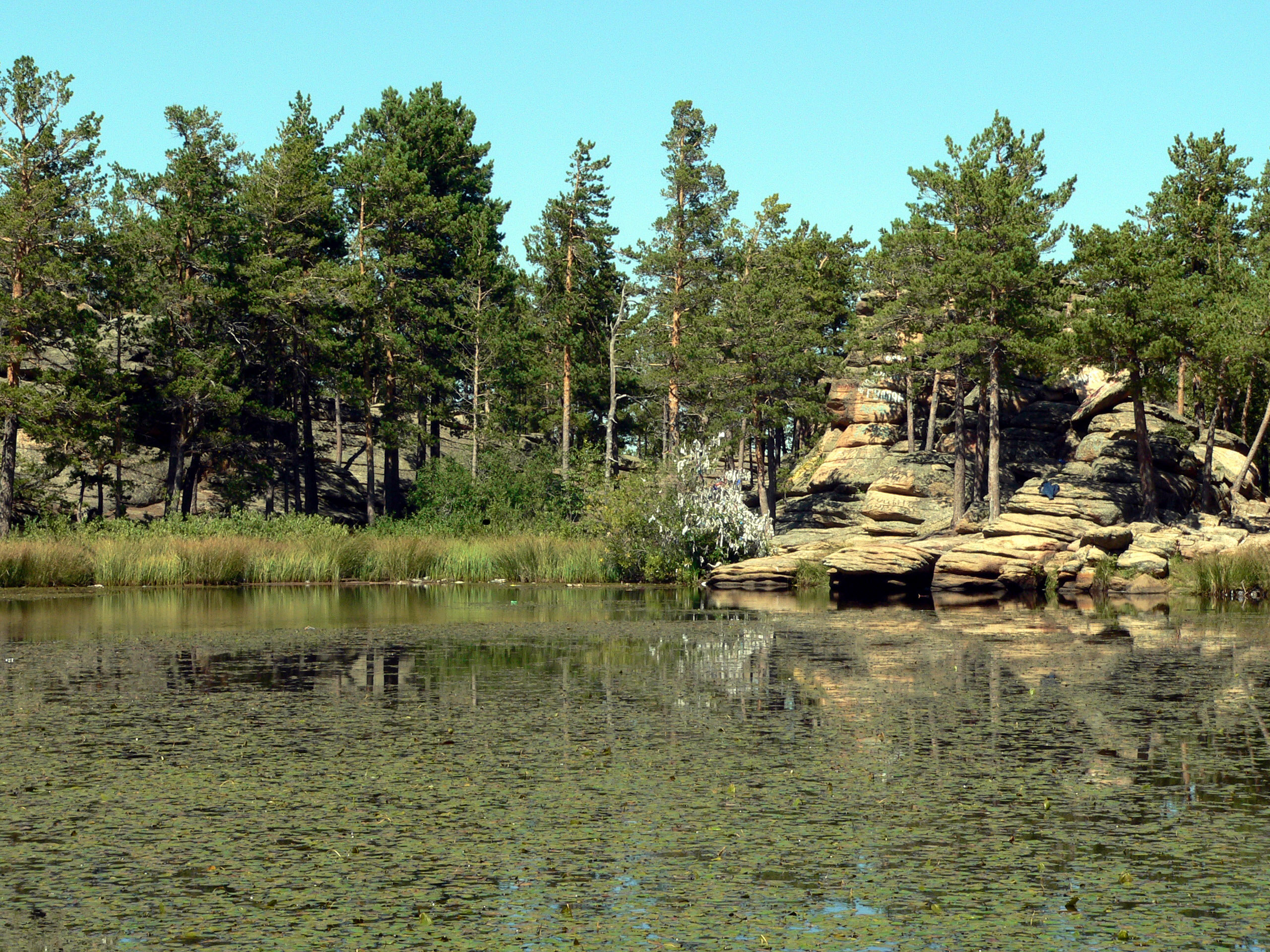
Lac Shaïtankol (russe : Озеро Шайтанколь)
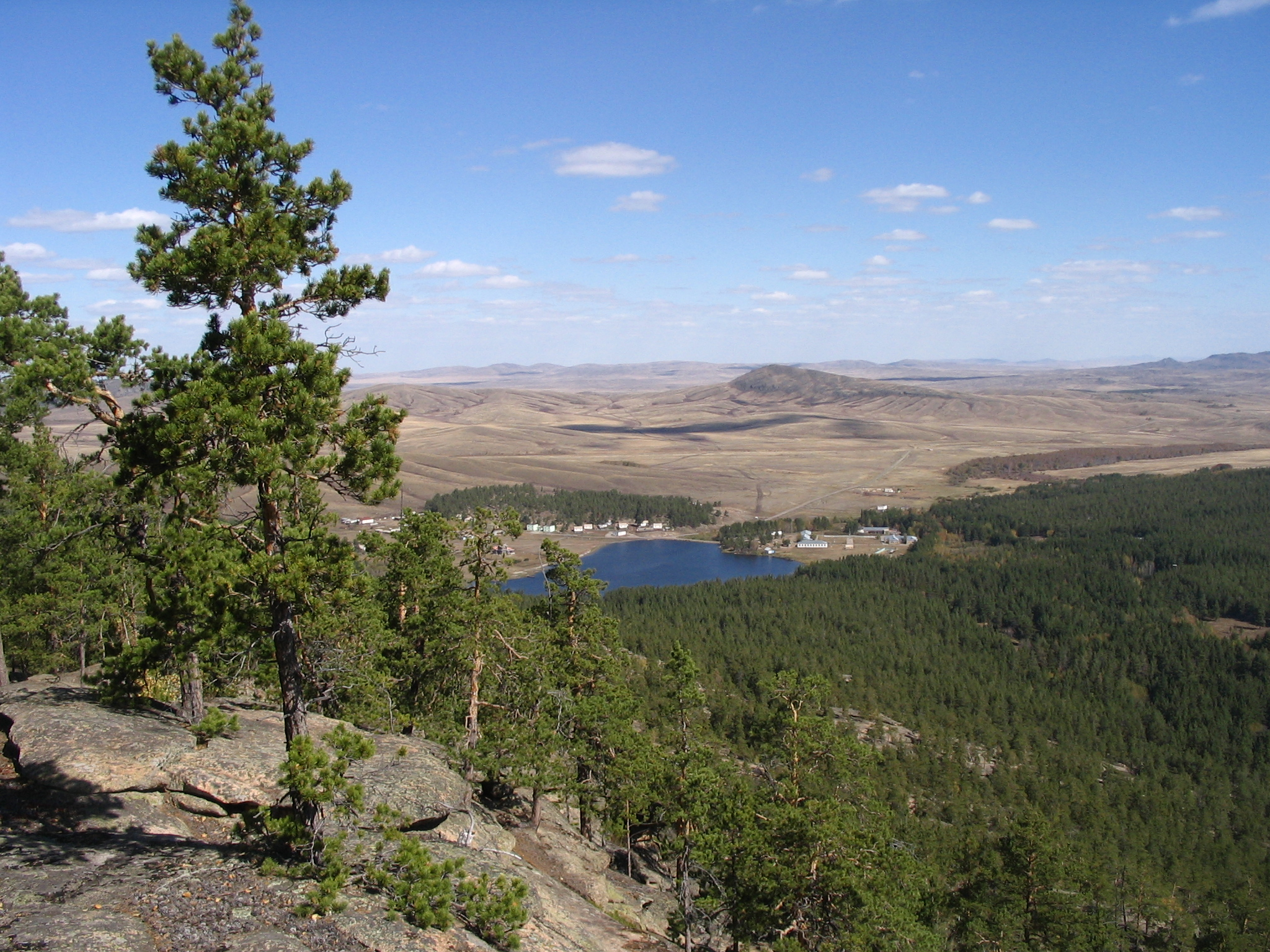
Le grand lac
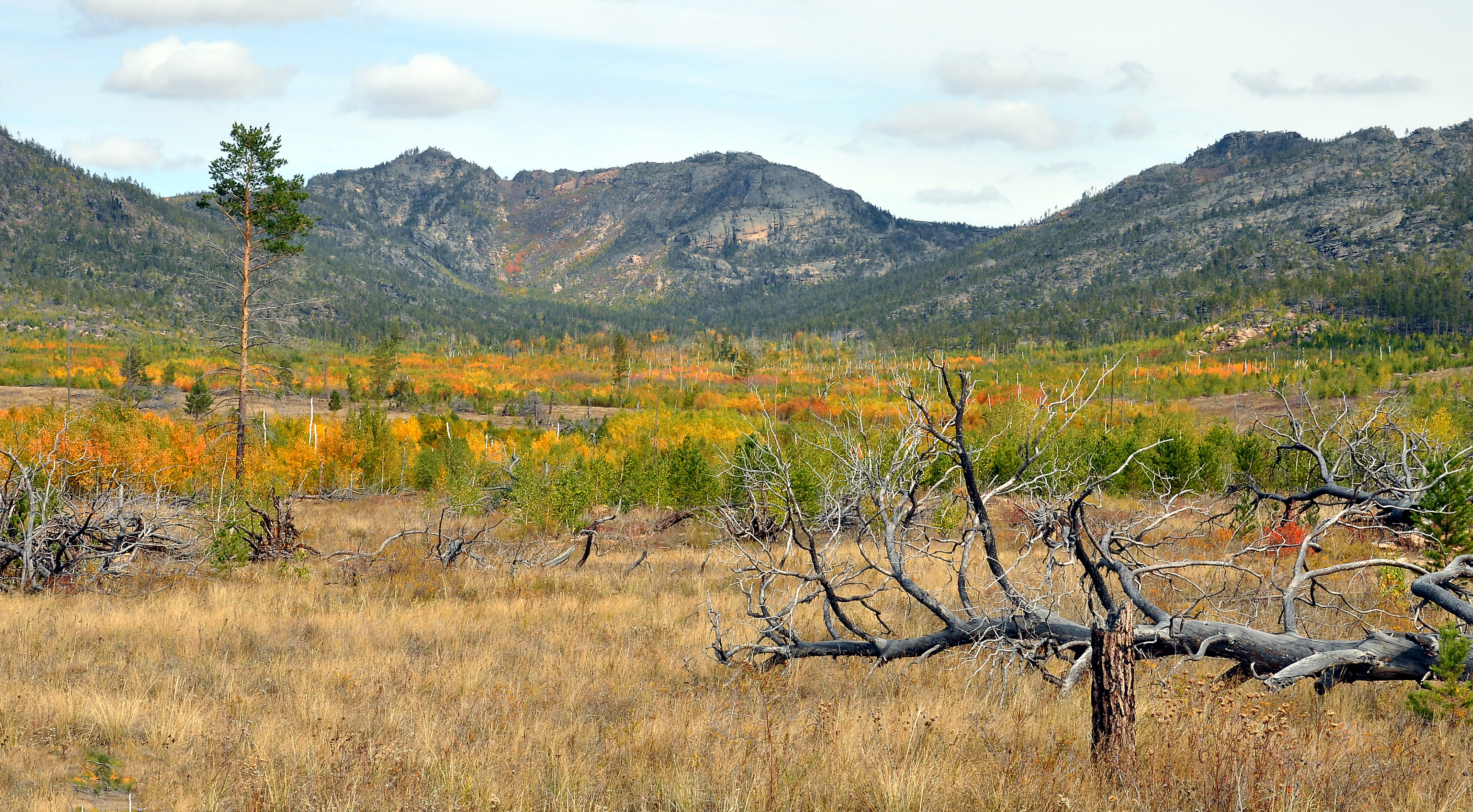
La montagne Kent
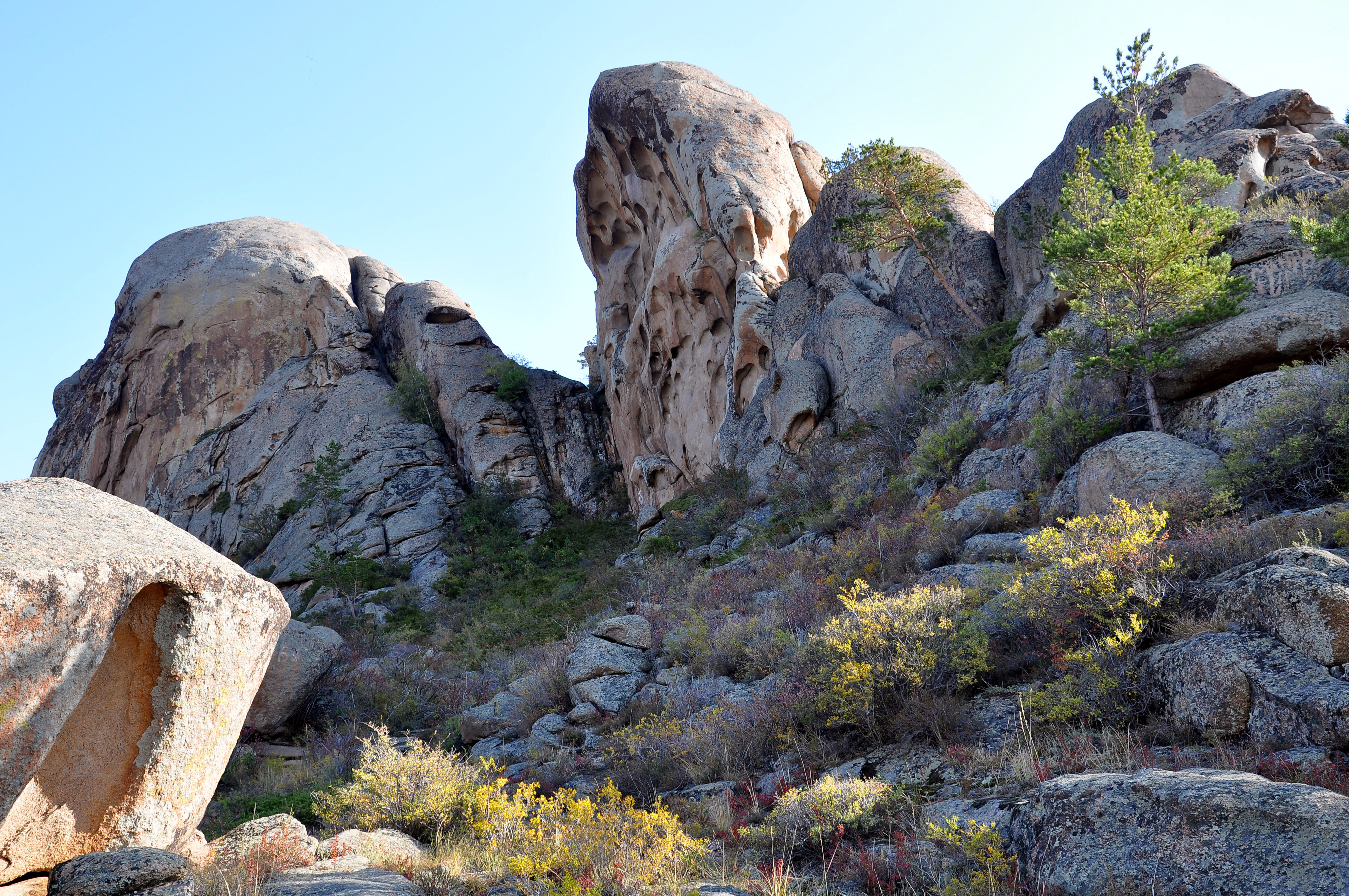
Les formations rocheuses particulières de la montagne de Kent
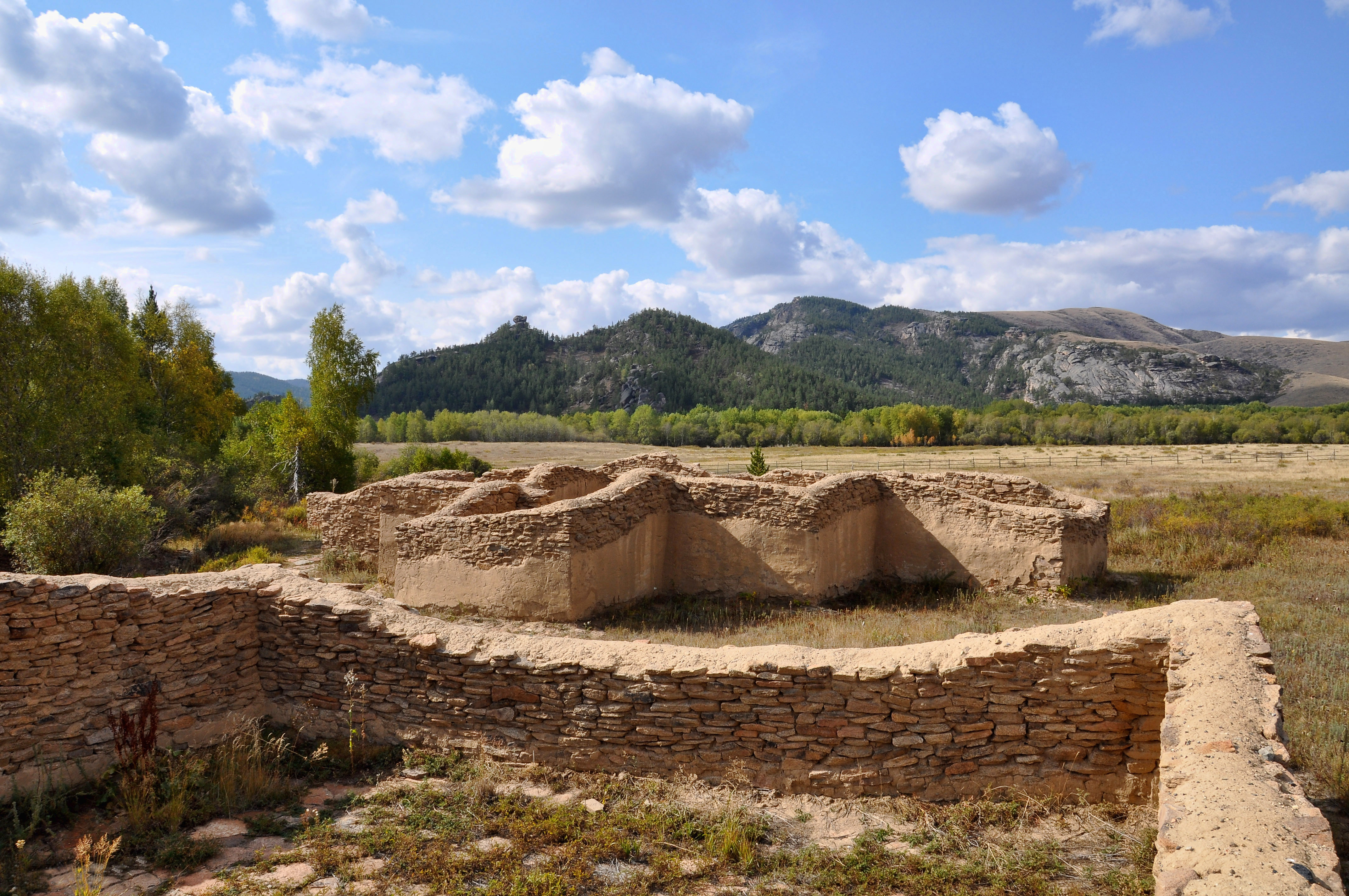
Les ruines du palais de Kizel Kent

Outre les formations rocheuses naturelles et les différents lacs, le parc propose de visiter le musée de la nature, construit en 1983, et la maison des forestiers de 1913.

## Liens externes

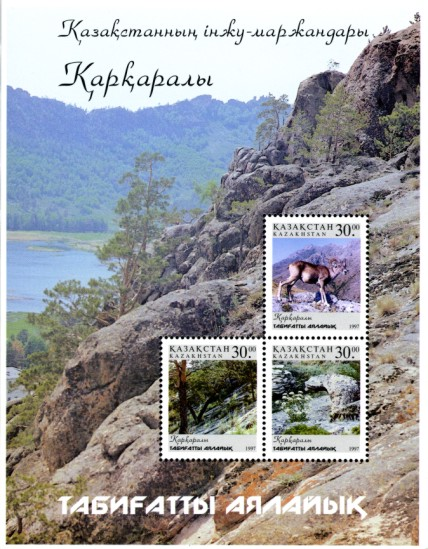
Planche de timbres du Kazakhstan de 1997 sur le thème du parc de Karkaraly.